# Lhendup Tshering
Lhendup Tshering (* 5. Juni 1947) ist ein ehemaliger bhutanischer Bogenschütze. 

## Karriere
Lhendup Tshering gehörte der ersten Olympiamannschaft Bhutans bei den Olympischen Sommerspielen 1984 in Los Angeles an. Im Einzelwettkampf belegte er den 60. Rang.